# Cauloid

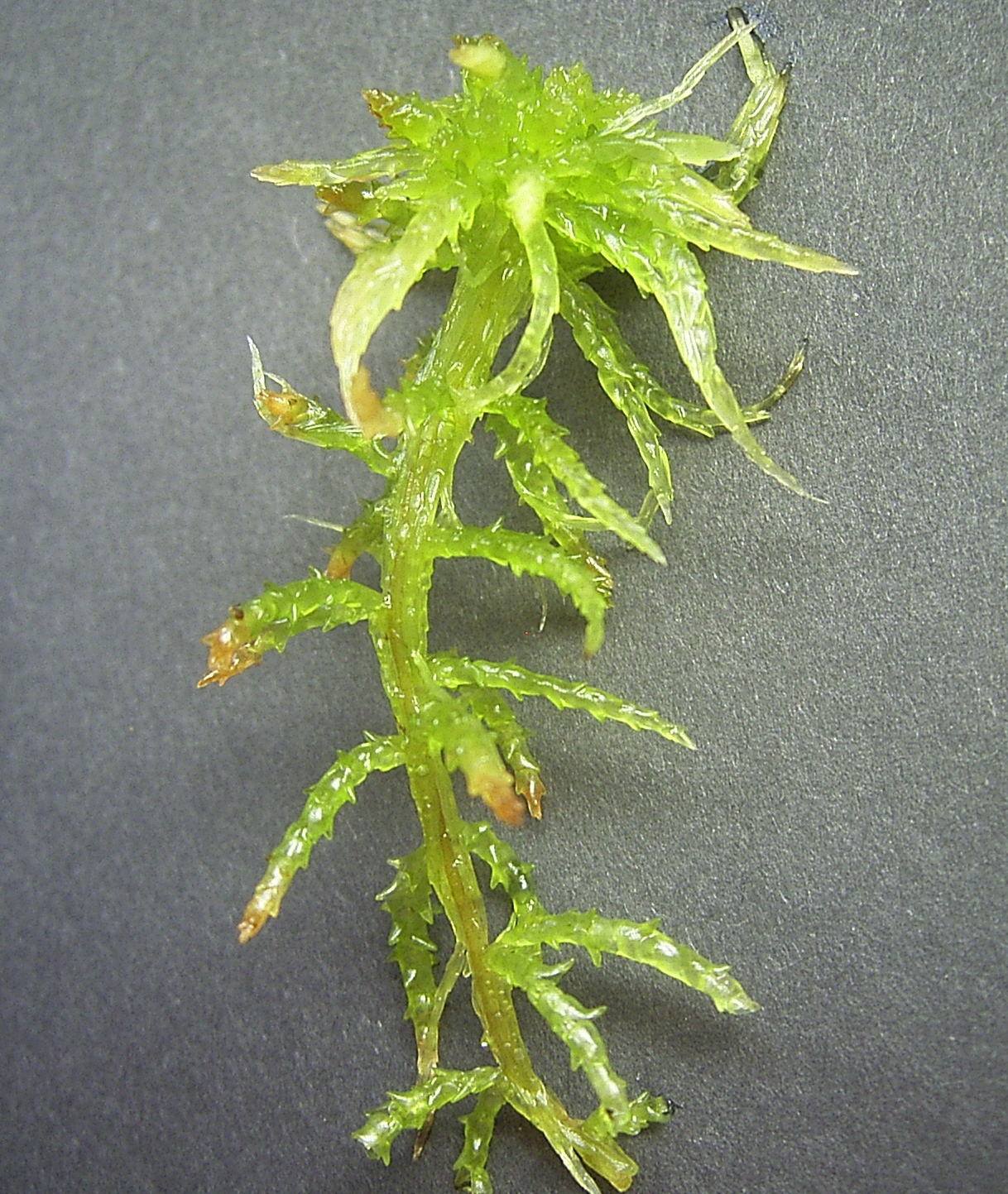
Stämmchen eines Torfmooses mit Blättchen (Phylloiden)

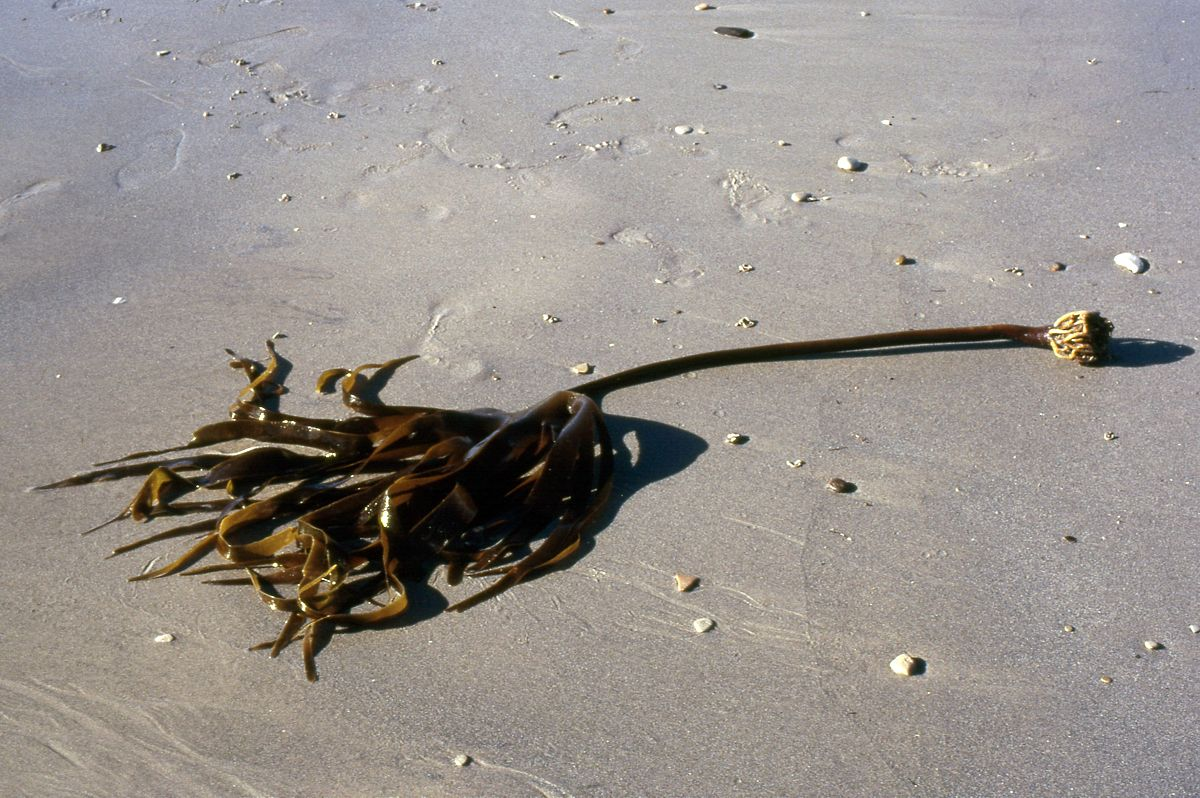
Cauloid des Palmentangs, links das Blattorgan (Phylloid), rechts das Haftorgan (Rhizoid)

Cauloid bezeichnet den Stängel von pflanzenähnlichen Lebewesen, die keine Gefäßpflanzen sind (so genannte „Niedere Pflanzen“ oder Thallophyten). Er trägt die blattartigen Organe (Phylloide) und ähnelt der Sprossachse der Pflanzen, ist jedoch einfacher aufgebaut.
Cauloide kommen bei beblätterten Moosen vor und werden dort auch „Stämmchen“ genannt.
Außerdem findet man Cauloide bei Algen mit gegliedertem Thallus, beispielsweise bei den Armleuchteralgen oder manchen Braunalgen. Die hoch entwickelten Laminariales besitzen Cauloide aus verschiedenen Geweben, man unterscheidet ein Abschlussgewebe, ein Rindengewebe und ein Mark. Das Dickenwachstum findet in den inneren Schichten des Abschlussgewebes statt und erzeugt in mehrjährigen Stängeln Jahresringe. Die äußeren Zellen der Rinde sorgen für die Festigkeit des Stängels und sind auch photosynthetisch aktiv. Die Zellwände der inneren Rinde verschleimen und machen den Stängel biegsam. Im zentralen Mark werden Stoffe gespeichert. Spezielle Trompetenzellen dienen hier dem Stofftransport und entsprechen in ihrer Funktion den Siebröhren der Gefäßpflanzen (ein Beispiel für Konvergenz).
Die Cauloide der Laminariales können beträchtliche Ausmaße erreichen: beispielsweise beim Riesentang bis zu 45 Meter und bei Nereocystis luetkeana bis zu 35 Meter.